# Gewone kabelspin
De gewonee kabelspin (Episinus angulatus) is een spinnensoort uit de familie van de kogelspinnen (Theridiidae). De wetenschappelijke naam van de soort werd, als Theridion angulatum, in 1836 gepubliceerd door John Blackwall.